# روی آبلاردو نیکیش

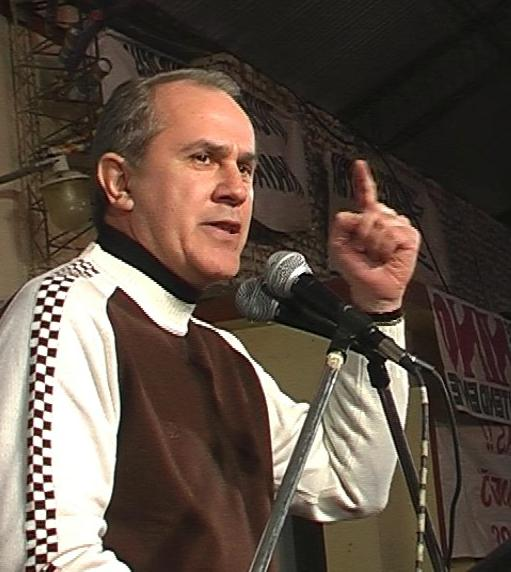

روی آبلاردو نیکیش (زاده استان چاکو. ۲۶ ژانویه ۱۹۵۱) سیاستمدار آرژانتینی از اتحادیه مدنی رادیکال است. او در دوره ۲۰۰۳–۲۰۰۷ فرماندار استان چاکو بود. در سال ۲۰۰۷ او به عنوان سناتور ملی استان چاکو انتخاب شد. در سال ۲۰۱۱، او دوباره خود را به عنوان نامزد فرماندار چاکو برای دوره ۲۰۱۱–۲۰۱۵ معرفی کرد و در انتخاباتی که خورخه کاپیتانیچ برنده شد، دوم شد.
وی در سال ۲۰۱۳ به عنوان معاون استاندار در استان چاکو انتخاب شد و تا دسامبر ۲۰۱۷ در این سمت خدمت می‌کرد. در همان سال مجدداً به عنوان معاون استاندار تا سال ۲۰۲۱ انتخاب شد.